# 중앙아프리카 요리

중앙아프리카

중앙아프리카 요리(中央Africa 料理)는 아프리카 요리의 한 갈래로, 중앙아프리카 지역의 요리들을 포함한다.

## 분류
중앙아프리카 요리에 속하는 요리는 다음과 같다.
- 가봉 요리
- 르완다 요리
- 부룬디 요리
- 상투메 프린시페 요리
- 앙골라 요리
- 적도 기니 요리
- 중앙아프리카 공화국 요리
- 차드 요리
- 카메룬 요리
- 콩고 공화국 요리
- 콩고 민주 공화국 요리
- 영국 요리
  - 세인트헬레나 요리

## 같이 보기
- 남아프리카 요리
- 동아프리카 요리
- 북아프리카 요리
- 서아프리카 요리